# Ridin' Solo
Ridin' Solo je píseň amerického popového zpěváka Jasona Derüla. Píseň pochází z jeho debutového alba Jason Derülo. Produkce se ujal producent J. R. Rotem.

## Hitparáda
| Země      | Umístění |
| --------- | -------- |
| Austrálie | 4        |
| Anglie    | 2        |
| Kanada    | 22       |
| Amerika   | 10       |